# Valeriano Domínguez Bécquer
Valeriano Domínguez Bécquer (Sevilla, 15 de diciembre de 1833-Madrid, 23 de septiembre de 1870) fue un pintor e ilustrador español.

## Biografía
Valeriano Domínguez Bastida, más conocido por el segundo apellido de su padre al igual que su hermano Gustavo Adolfo Bécquer, nació en Sevilla el 15 de diciembre de 1833 y murió en Madrid el 23 de septiembre de 1870. Fue hijo del también pintor José Domínguez Bécquer, conocido entre sus contemporáneos como el Maestro Pepe Bécquer, y Joaquina Bastida y Vargas. El padre de Valeriano también optó por utilizar el apellido Bécquer, cambiando sus apellidos Domínguez Insausti por Domínguez Bécquer. El origen del apellido Bécquer se remonta a los primeros años del siglo XVII, cuando uno de los antepasados de la familia se asentó en Sevilla desde Flandes. 
Valeriano y sus siete hermanos se quedaron huérfanos de padre y madre cuando él contaba solo doce años. Él y su hermano Gustavo Adolfo fueron educados entre varios parientes, destacando la enorme influencia que sobre él ejerció su tío Joaquín Domínguez Bécquer, de quien aprendería el arte de la pintura. En 1861 se casó con Winnefred Cogan, a veces llamada Winifreda Cogán, hija de un marino irlandés ya retirado y afincado en el Puerto de Santa María, con quien tendría dos hijos, Alfredo y Julia. La familia se estableció en Sevilla pero muy poco después de la boda se produjo la ruptura y separación de la pareja. Winnefred lo abandonará a pesar de la corta edad de sus hijos. Se cree que la disparidad de caracteres de los miembros de la pareja y la vida de estrecheces que el pintor podía ofrecer a su joven esposa pudieron ser los motivos de las desavenencias. Winnefred, sin embargo, heredó los derechos de autor de su marido a su muerte.

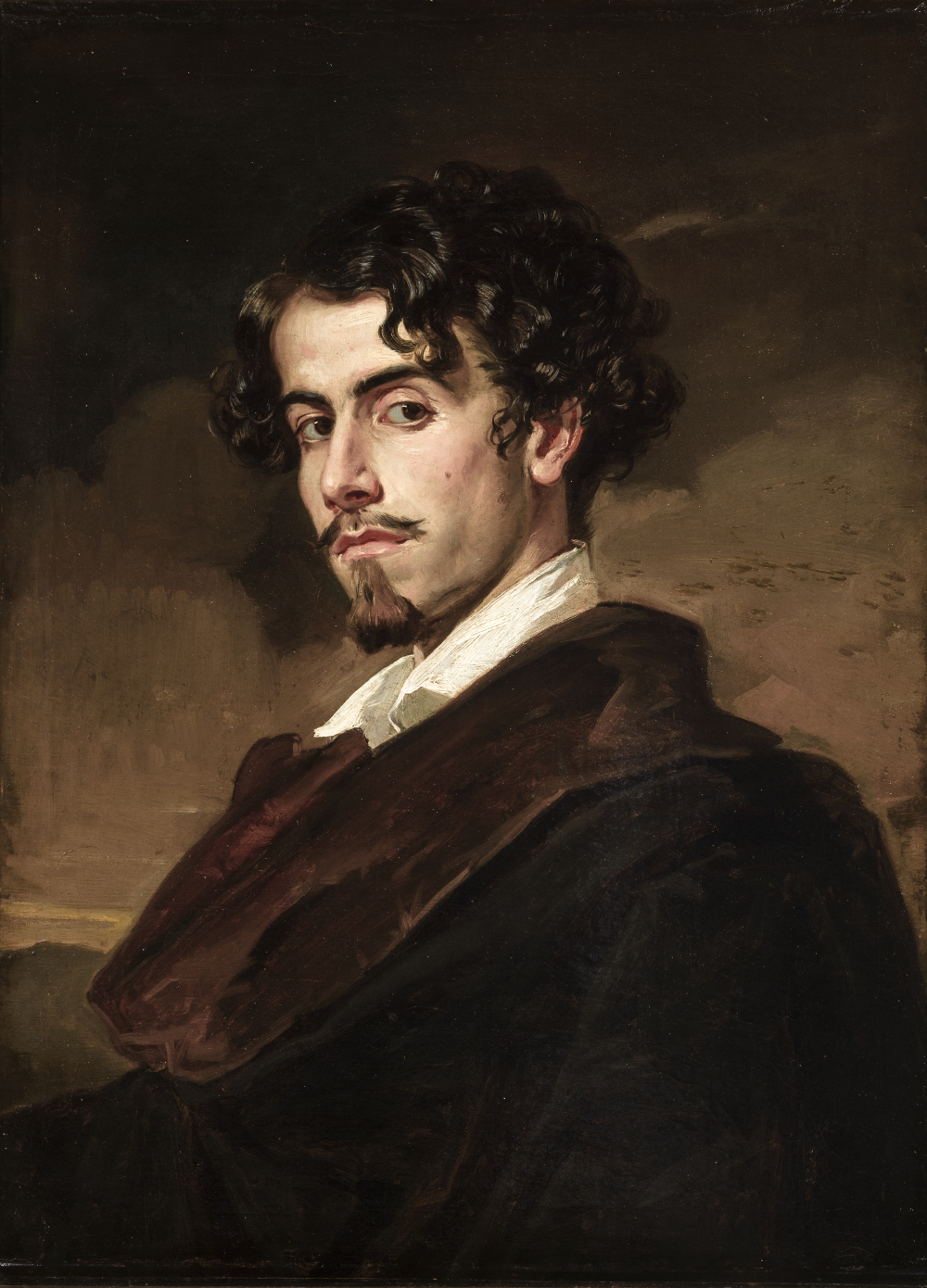
Retrato realizado por Valeriano de su hermano Gustavo Adolfo Bécquer, 1862.

Con la ayuda económica de sus tíos, se trasladará a Madrid con sus hijos para reunirse allí con su hermano Gustavo Adolfo que había emprendido en 1854 la gran aventura de la fama literaria en la capital. El carácter entusiasta, activo y emprendedor de Valeriano era el complemento necesario para un Gustavo Adolfo aquejado de una gran soledad y un cierto desánimo, en un Madrid que resultaba frío y hostil para los artistas que llegaban buscando el éxito. Antes de la fecha de su matrimonio realizó algunas obras de gran interés, como El carlista de La Esperanza y La nodriza con traje de pasiega, conservados en el Museo del Romanticismo de Madrid.
Estableció su estudio en Madrid y conoció, gracias a su hermano Gustavo Adolfo, al pintor José Casado del Alisal. Años después en el estudio de este pintor se reunirían los amigos del poeta para tomar la decisión de publicar las obras de Gustavo Adolfo al día siguiente de su fallecimiento.
En 1864 viaja con su hermano y la esposa de este, Casta Esteban, a Veruela, en Aragón. Residieron en el monasterio de esta localidad completamente aislados; Gustavo Adolfo estaba enfermo y buscaban un lugar de reposo ideal para su recuperación. Allí Valeriano iba a pintar diferentes cuadros, algunos de los cuales muestran escenas costumbristas aragonesas. Viajó también por toda Castilla, realizando numerosos dibujos. Colaboró como ilustrador en El Museo Universal y en La Ilustración de Madrid, donde aparecen muchos de sus mejores grabados, que reflejan con gran fidelidad costumbres y vestidos de la época y constituyen un auténtico material de valor arqueológico, ya que de otra manera difícilmente podríamos tener referencias sobre las escenas que recoge. 

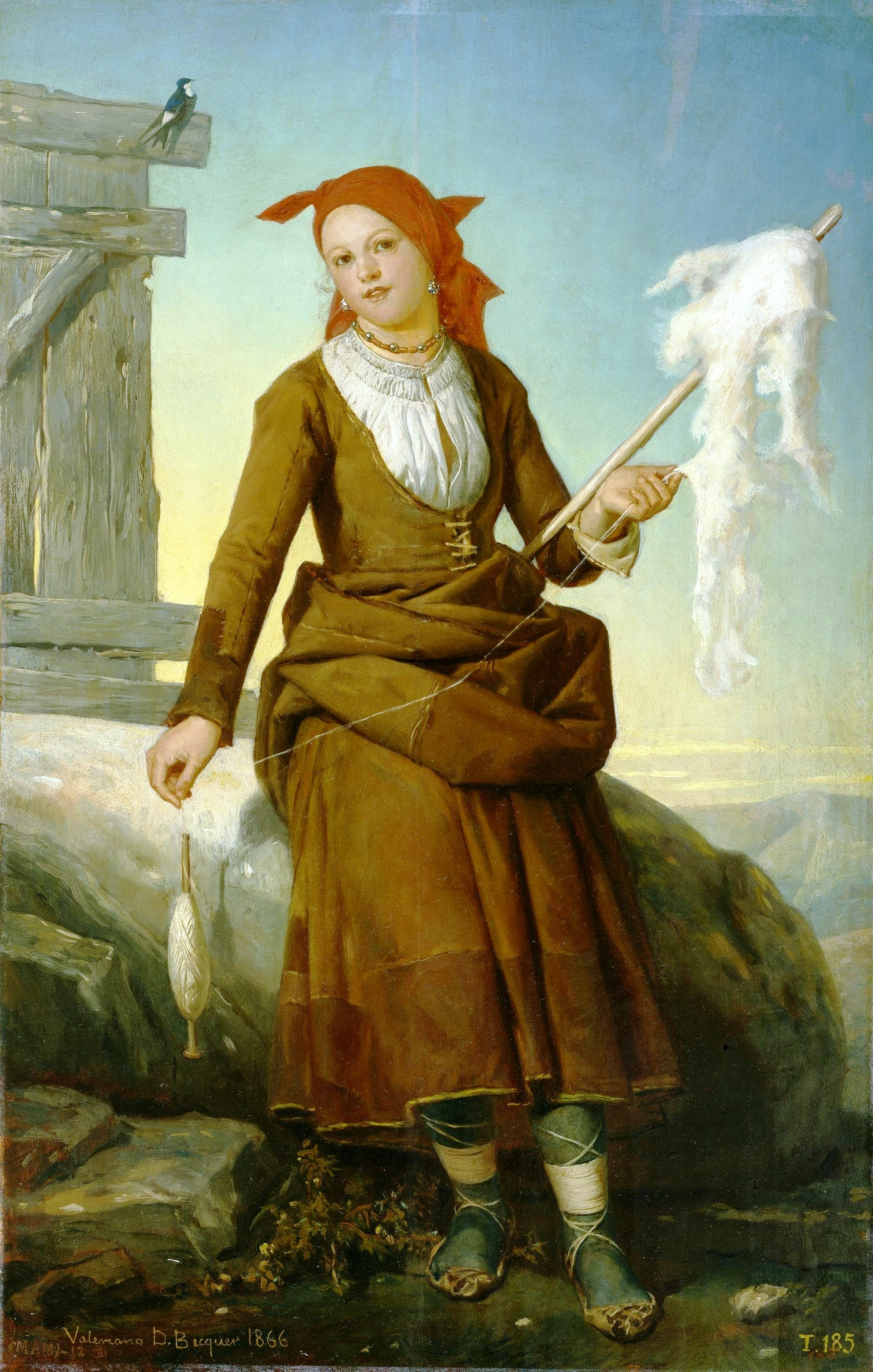
Hilandera en las cercanías de Burgo de Osma, 1866.

La familia sigue peregrinando por otros lugares como El Burgo de Osma, en la provincia de Soria, donde Valeriano pintará El leñador y  La hilandera. También pasarán por tierras de Teruel, Burgos, Ávila y Segovia. Finalmente será en la ciudad de Toledo donde la familia encuentre un hogar. Allí ambos hermanos llegarían a ser algo propio de la ciudad quedando entre los toledanos este dicho relacionado con ellos: «es como el perro de Bécquer, que en todas partes se mete».
Gracias a la amistad de su hermano con el político conservador González Bravo, que fue ministro de la Gobernación durante el gobierno de Narváez, en 1865 recibió una pensión anual de 2500 pesetas para viajar por España estudiando las costumbres y los trajes nacionales, dando lugar a obras como El baile, Fiesta popular del Moncayo (Aragón) y Costumbres españolas de la provincia de Soria, que posteriormente perdería tras la Revolución de 1868. Su técnica pictórica participa de tal depuración, minuciosidad y riqueza que ha sido comparada por algunos críticos con la factura de los pintores flamencos. Además con todas estas peregrinaciones el pintor se introducirá en la pintura al aire libre, cuando todavía no se practicaba en España. Su hermano lo presenta así: «apuntaba y dibujaba mucho, rodando de aldea en aldea; sus libros están llenos de episodios curiosos e interesantes de estos viajes»; «la costumbre de estar siempre apuntando del natural hacía que no se amanerase nunca y que hubiese en sus composiciones un sello grande de verdad».
Murió en su domicilio de Madrid el 23 de septiembre de 1870 al parecer de una afección al hígado, como consecuencia de una complicación producida por la humedad de una alameda que existía en las proximidades del barrio de la Concepción donde vivían. Sus hijos, a los que había cuidado amorosamente durante estos años, eran todavía muy pequeños cuando falleció. Sus restos fueron enterrados en la Sacramental de San Lorenzo. A los tres meses justos iba a fallecer también su hermano Gustavo Adolfo. Posteriormente, en 1913, los restos de los dos hermanos fueron trasladados juntos a Sevilla.

## Obra
Destacado retratista, realizó obras como El pintor carlista y su familia y su obra más conocida, el retrato de su hermano Gustavo Adolfo Bécquer, obra que sirvió de modelo para realizar el busto del conjunto que homenajea al poeta en la glorieta de Bécquer, dentro del parque de María Luisa de Sevilla. También se usó el retrato como motivo en los billetes de 100 pesetas (grabado de Teodoro Miciano) utilizados en la segunda mitad del siglo XX.
Otras obras suyas son La feria de Sevilla, Interior de la catedral de Sevilla, Un baile de gitanos, Retrato del Sr. Larrazabal, Retrato de Murillo, Dos figuras de la Edad Media, Vista del patio de los naranjos, Fiesta popular, Una trinidad.
En 1865 el Ministerio de Fomento de España le encargó una serie de cuadros con temas costumbristas titulada «Cuadros de costumbres de las provincias españolas». De la provincia de Soria se puede señalar el titulado El baile. Costumbres populares de la provincia de Soria.
Trabajó como dibujante e ilustrador de importantes publicaciones como La Ilustración Española y Americana y El Arte en España, además de en La Lira Andaluza y el Album Sevillano. Se le presupone autor de la obra Los borbones en pelota.

### Galería

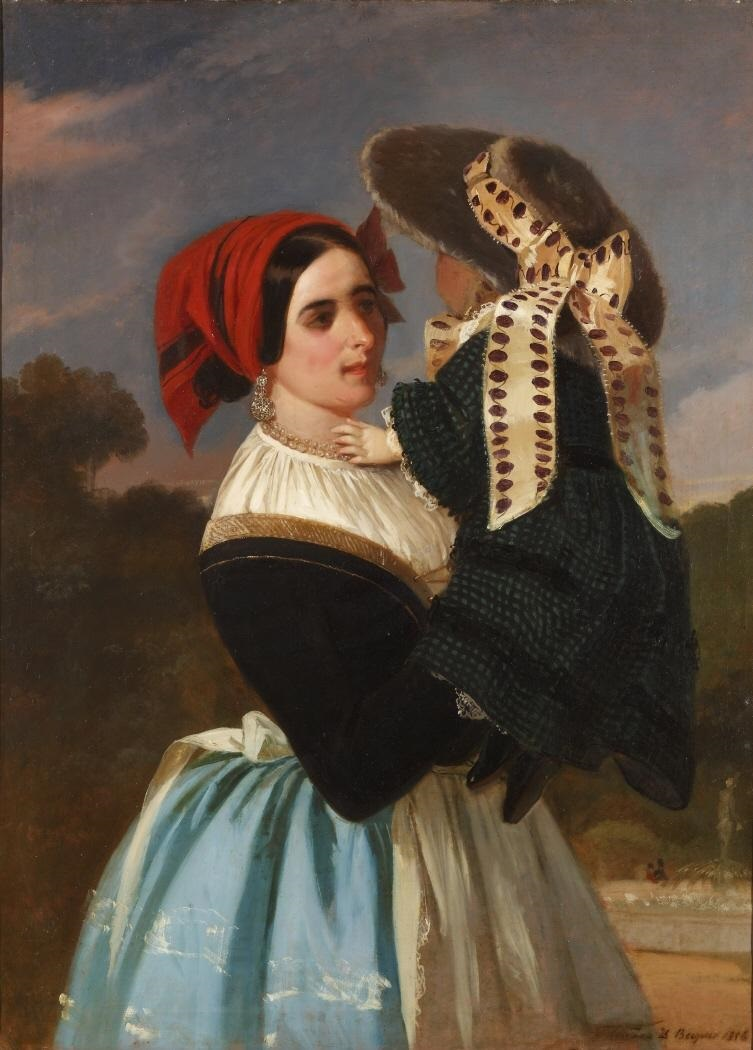
Nodriza pasiega, 1856.
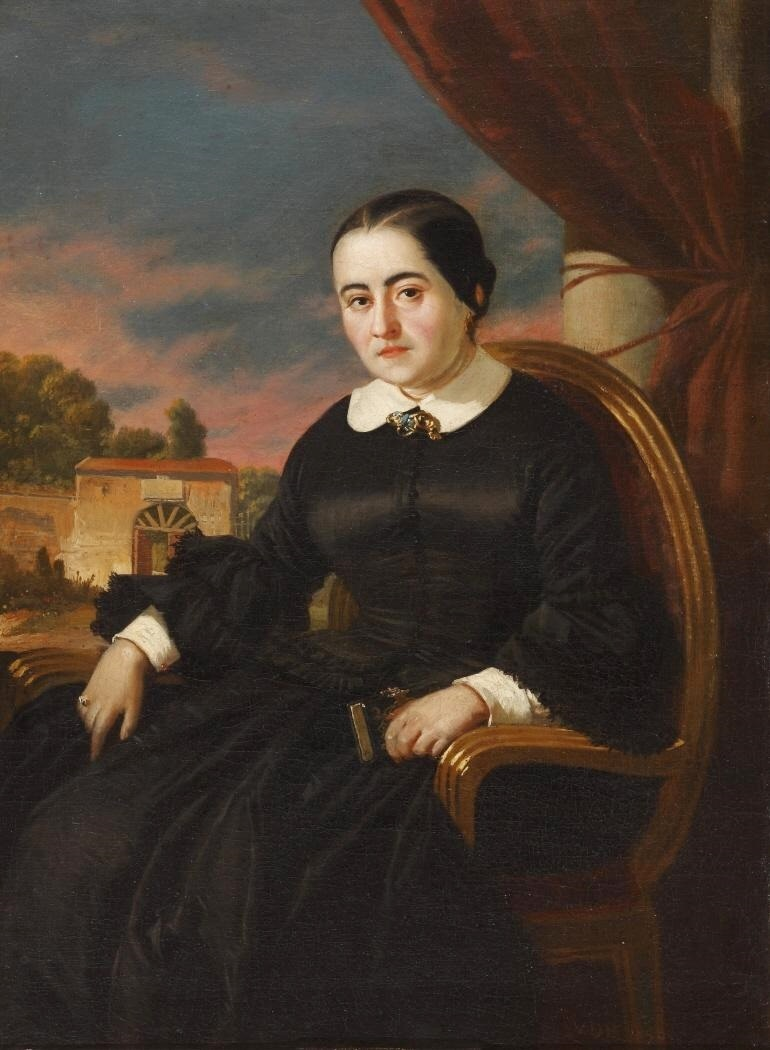
Retrato de dama, ca. 1858.
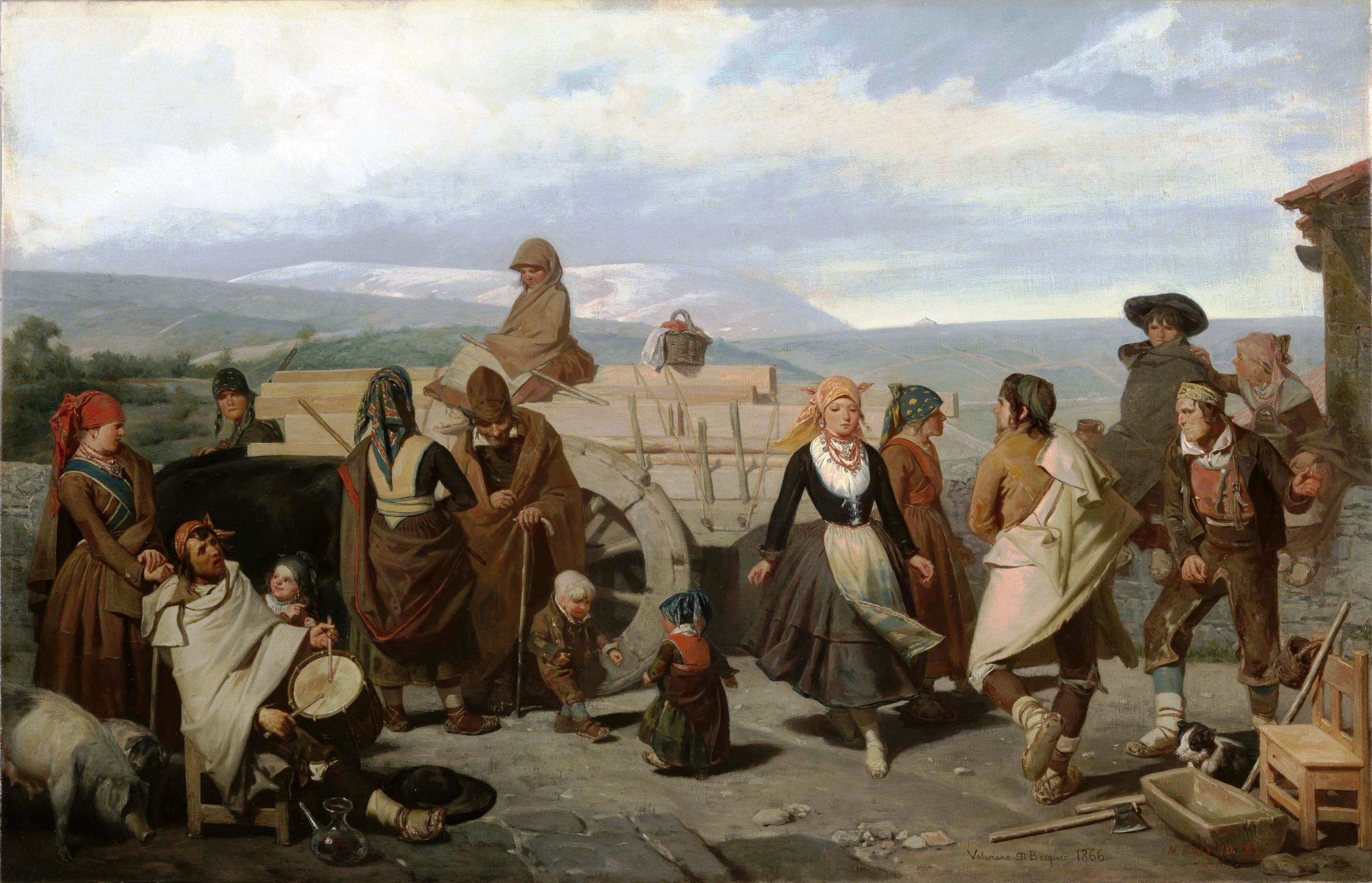
El baile. Costumbres populares de la provincia de Soria, 1866.
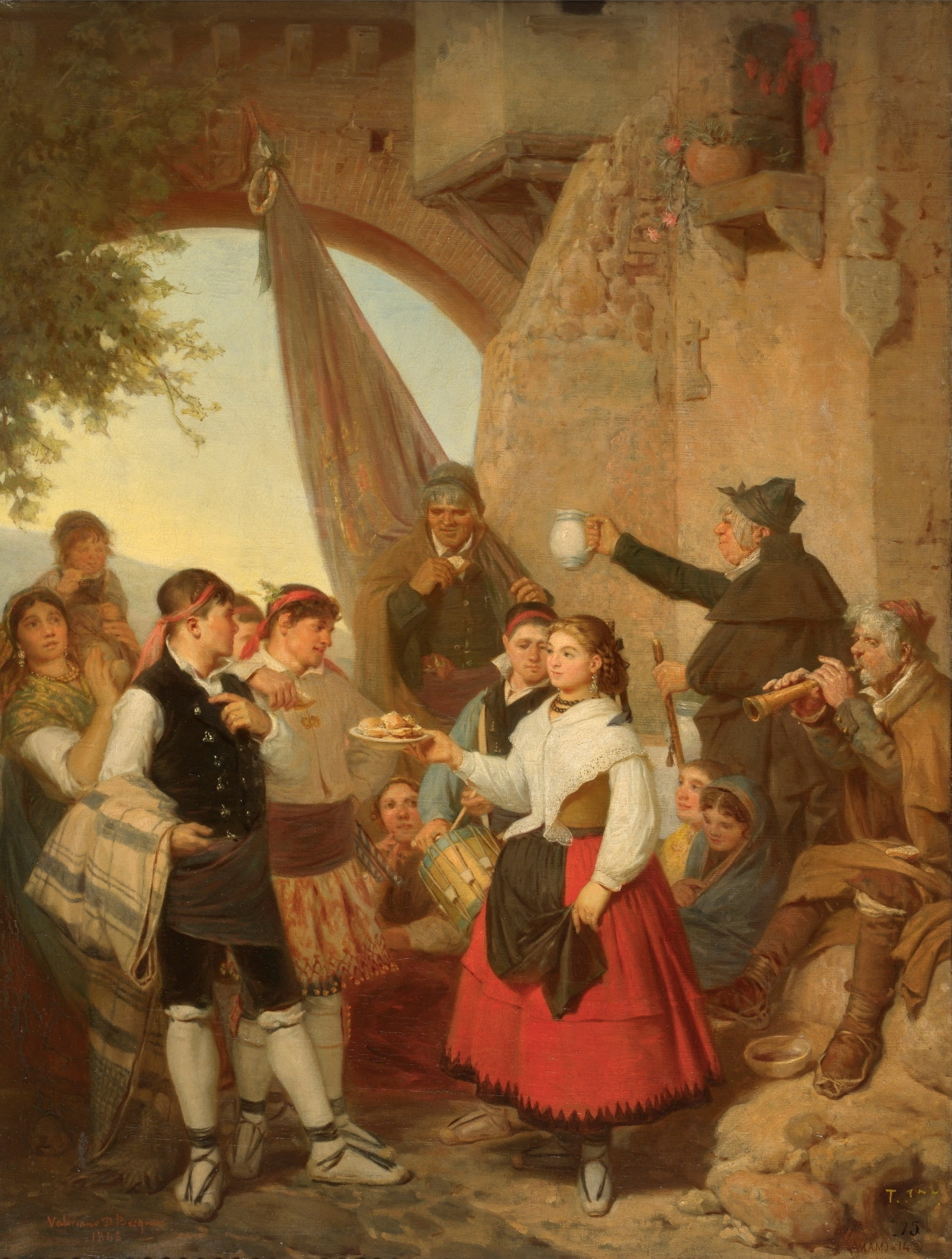
El presente (tradiciones del Moncayo), 1866.
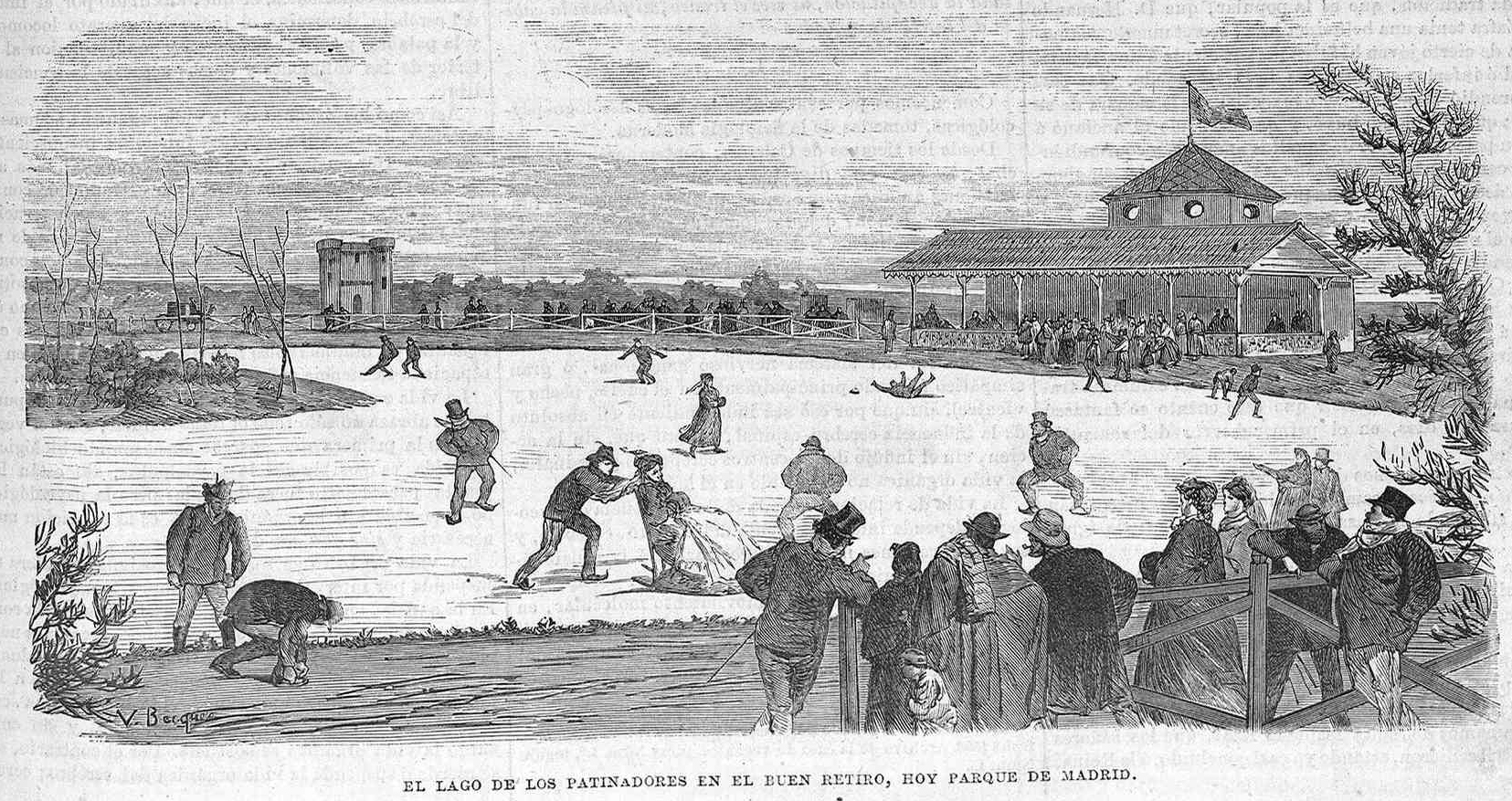
Lago de los patinadores en el Buen Retiro, La Ilustración de Madrid, 1870.
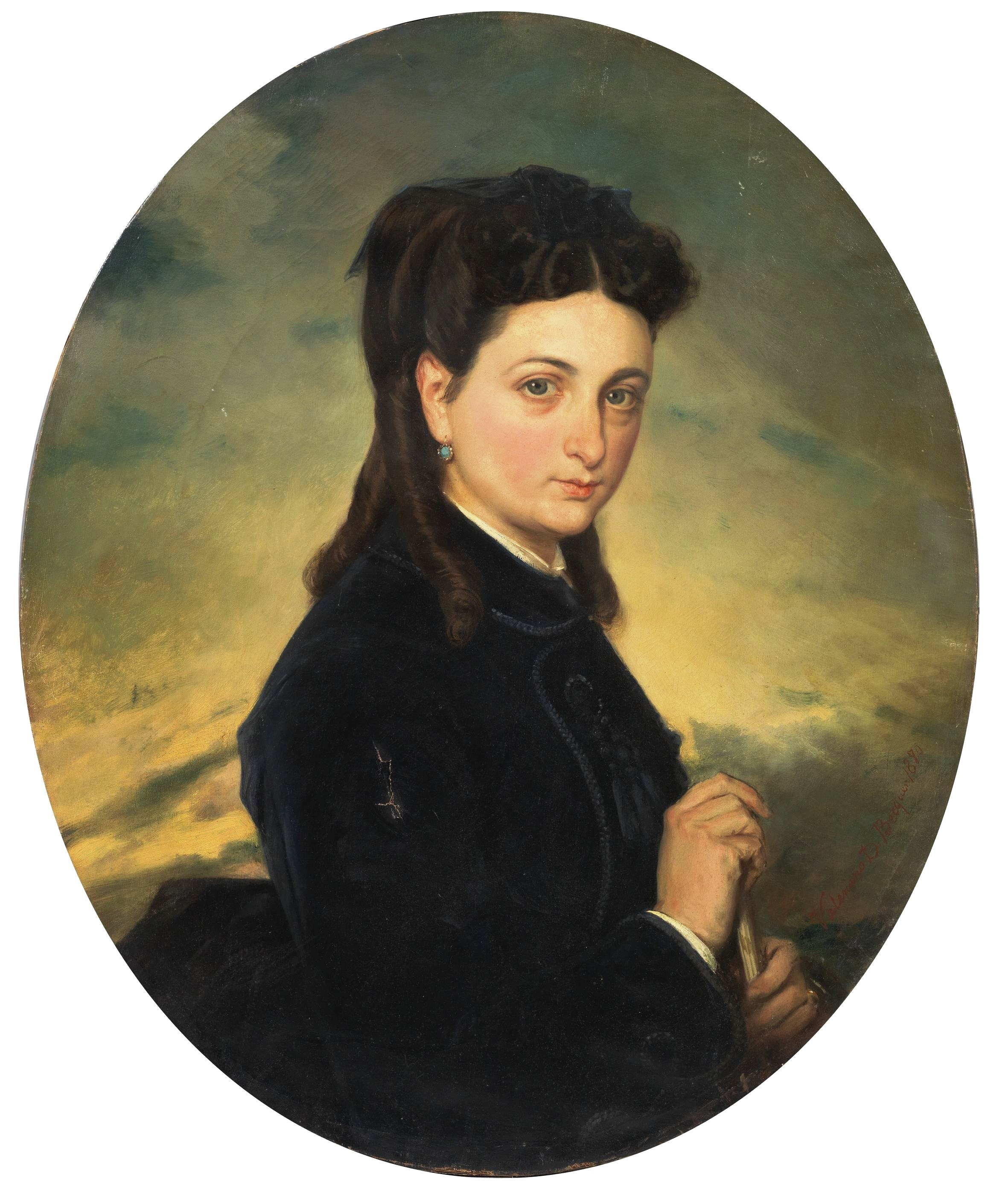
Retrato de señora, 1870.
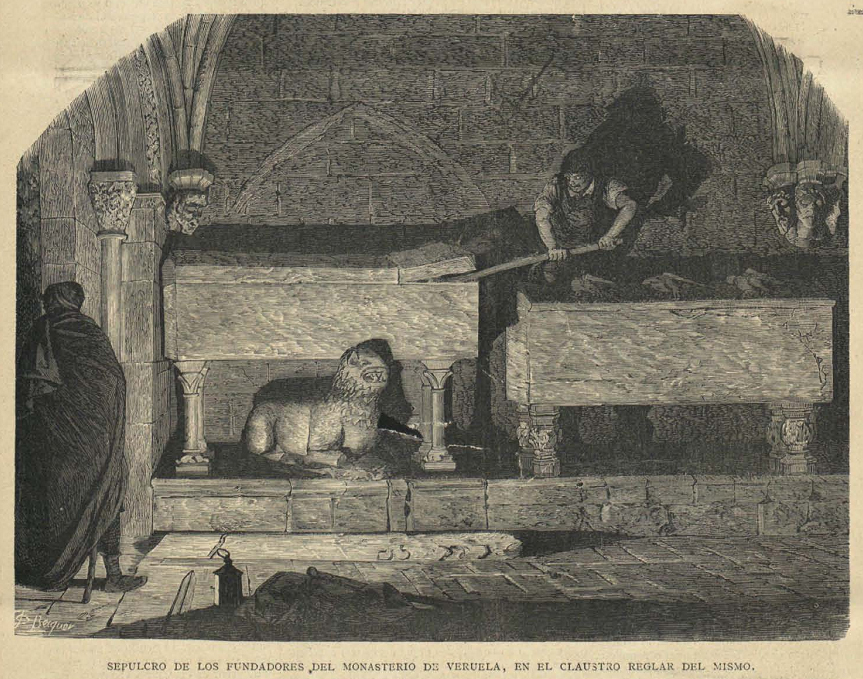
Sepulcro de los fundadores del monasterio de Veruela, La Ilustración Católica, 1883.